# فرودگاه سلطان آجی محمد سلیمان
فرودگاه سلطان آجی محمد سلیمان (به انگلیسی: Sultan Aji Muhammad Sulaiman Airport) یک فرودگاه همگانی مسافربری با کد یاتا BPN است که یک باند فرود آسفالت دارد و طول باند آن 2495 متر است. این فرودگاه در کشور اندونزی قرار دارد و در ارتفاع 4 متری از سطح دریا واقع شده‌است.

## شرکت‌های هواپیمایی و مقصدهای پروازی
| شرکت‌های هواپیمایی                           | مقصدهای پروازی |
| ------------------------------------------- | --- |
| باتیک ایر                                   | حلیم پرداناکوسوما، سوئکارنو-هتا، یوواتا |
| سیتیلینک                                    | سوئکارنو-هتا، سلطان حسن‌الدین، جواندا، ادیسوسیپتو                                                                                                |
| گارودا ایندونزیا                            | سوئکارنو-هتا، ملک عبدالعزیز, |
| گارودا ایندونزیا اجرا توسط گارودا ایندونزیا | سیامسودین نور، کالیماراو، سلطان حسن‌الدین، یوواتا، ادیسوسیپتو                                                                                    |
| گارودا ایندونزیا اجرا توسط گارودا ایندونزیا | تیلیک ریووت، سوپادیو |
| Kal Star Aviation                           | ملالان، تمیندونگ، تانجونگ هاراپان |
| لاین ایر                                    | حسین ساسترانگارا، سیامسودین نور، هنگ نادیم، سوئکارنو-هتا، سلطان حسن‌الدین، سام رتولنگی، موتیارا، سوپادیو، اچماد یانی، جواندا، یوواتا، ادیسوسیپتو |
| سیلک‌ایر                                     | چانگی سنگاپور |
| Sriwijaya Air                               | سیامسودین نور، کالیماراو، سوئکارنو-هتا، سلطان حسن‌الدین، موتیارا، جواندا، یوواتا، ادیسوسیپتو                                                     |
| وینگز ایر                                   | سیامسودین نور، کالیماراو، تامپا پادانگ، تیلیک ریووت، تانجونگ هاراپان (آغاز از ۱۰ اوت ۲۰۱۷)                                                      |

1. ↑  گارودا ایندونزیا flight from Balikpapan to Jeddah includes a stop-over at مدان. However, گارودا ایندونزیا does not have rights to transport passengers solely between Balikpapan and مدان.

### Cargo airlines
| شرکت‌های هواپیمایی             | مقصدهای پروازی                   |
| ----------------------------- | -------------------------------- |
| Cardig Air                    | حلیم پرداناکوسوما، چانگی سنگاپور |
| My Indo Airlines              | چانگی سنگاپور                    |
| تری-ام‌جی اینترا اژیا ایرلاینز | حلیم پرداناکوسوما، چانگی سنگاپور |